# 尾崎年種
尾崎 年種（おざき としたね、生没年不詳）とは、明治時代の浮世絵師。

## 来歴
月岡芳年の門人。姓は尾崎、名は兼吉。玉蓉と号す。作画期は明治15年（1882年）頃から明治30年（1897年）の頃にかけてで、日清戦争を描いた錦絵や明治中期の風俗画などを残している。七宝焼の下絵も描いたという。

## 作品
- 『しんもんくいろはしりとりどどいつ』　※都々逸集
- 『なぞなぞ尽し』
- 「赤坂皇居正門之図」　大判錦絵3枚続　※明治17年
- 「我兵旅順口黄金山砲塁占領ス」　大判錦絵3枚続　ボストン美術館所蔵　※明治27年